# Homosetia marginimaculella
Homosetia marginimaculella är en fjärilsart som beskrevs av Victor Toucey Chambers 1875. Homosetia marginimaculella ingår i släktet Homosetia och familjen äkta malar. Inga underarter finns listade i Catalogue of Life.